# Дуала
Дуа́ла (фр. Douala) — найбільше місто Камеруну, друге за значенням після столиці міста Яунде, адміністративний центр департаменту Вурі.

## Географія
Місто розташоване на заході країни, на річці Вурі, поблизу Гвінейської затоки.

### Клімат
Місто знаходиться у зоні тропічних мусонів. Найтепліший місяць — лютий з середньою температурою 27.8 °C (82 °F). Найхолодніший місяць — серпень, з середньою температурою 25 °С (77 °F).
| Клімат Дуали            | Клімат Дуали | Клімат Дуали | Клімат Дуали | Клімат Дуали | Клімат Дуали | Клімат Дуали | Клімат Дуали | Клімат Дуали | Клімат Дуали | Клімат Дуали | Клімат Дуали | Клімат Дуали | Клімат Дуали |
| Показник                | Січ.         | Лют.         | Бер.         | Квіт.        | Трав.        | Черв.        | Лип.         | Серп.        | Вер.         | Жовт.        | Лист.        | Груд.        | Рік          |
| Абсолютний максимум, °C | 33           | 35           | 37           | 37           | 37           | 32           | 35           | 32           | 32           | 37           | 36           | 32           | 37           |
| Середній максимум, °C   | 30           | 30           | 30           | 30           | 29           | 27           | 26           | 26           | 27           | 27           | 28           | 30           | 28           |
| Середня температура, °C | 27           | 27           | 27           | 27           | 26           | 26           | 25           | 25           | 25           | 25           | 26           | 27           | 26           |
| Середній мінімум, °C    | 24           | 25           | 24           | 24           | 23           | 23           | 23           | 23           | 23           | 23           | 23           | 23           | 23           |
| Абсолютний мінімум, °C  | 17           | 18           | 18           | 18           | 20           | 19           | 17           | 18           | 17           | 17           | 18           | 20           | 17           |
| Норма опадів, мм        | 50           | 80           | 190          | 220          | 300          | 470          | 620          | 620          | 580          | 410          | 150          | 50           | 3810         |
| Днів з опадами          | 4            | 4            | 9            | 12           | 13           | 17           | 23           | 26           | 23           | 19           | 9            | 3            | 162          |
| Вологість повітря, %    | 85           | 85           | 85           | 90           | 90           | 90           | 95           | 95           | 95           | 90           | 90           | 90           | 90           |
| ----------------------- | ------------ | ------------ | ------------ | ------------ | ------------ | ------------ | ------------ | ------------ | ------------ | ------------ | ------------ | ------------ | ------------ |
| Джерело: Weatherbase    |              |              |              |              |              |              |              |              |              |              |              |              |              |

## Історія

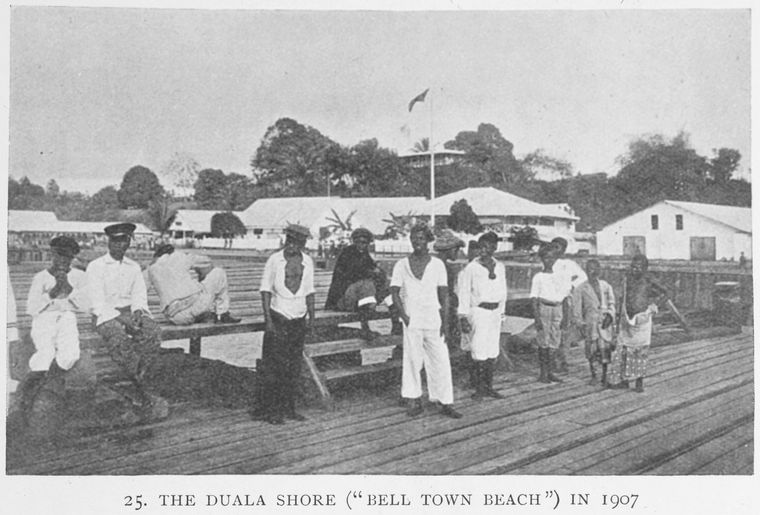
Набережна Дуали в 1907 році

Дуала постала як осередок, у першу чергу торговий, народу дуала.
У 1868 році в Дуалі було утворено німецьку факторію, що відтоді стала центром колоніальної експансії до Центральної Африки. У 1884 році Німеччина офіційно проголосила протекторат над територією Дуали і Камеруну в цілому — Німецький Камерун, столицею якого місто лишалось до 1922 року. Наприкінці цього періоду, на початку І Світової війни Камерун був зайнятий британськими і французькими військами.
Від 1919 року Дуала входила до складу французької мандатної території Французький Камерун.
Від 1960 року — у складі незалежного Камеруну.

## Економіка
Дуала вважається «економічною столицею» Камеруну. Це — головний океанський порт Камеруну (через який також проходять товари для сусіднього Чаду, який немає виходу до моря/океану), залізнична станція, аеропорт.
Дуала — важливий торговельний центр. Суднобудування, лісопильні підприємства, фабрики з виробництва пальмової олії, чаю, каучуку. Текстильна, цементна промисловість, склоробний завод.

## Населення
Населення Дуали — 1 494,7 тис. осіб (дані 2001 року). Населення агломерації — понад 2 млн осіб.

## Уродженці
- Терентій Луцевич (* 1991) — білоруський футболіст камерунського походження.
- Поль-Жорж Нтеп (* 1992) — камерунський і французький футболіст.

## Міста-побратими
- США Філадельфія
- Сенегал Дакар